# Cách mạng công nghiệp lần thứ ba
Cuộc cách mạng công nghiệp lần 3, hay còn được gọi Cách mạng kỹ thuật số (tiếng Anh: Digital Revolution), kỷ nguyên công nghệ thông tin, diễn ra từ những năm 1950 đến cuối những năm 1970, với sự áp dụng phổ biến máy tính kỹ thuật số và lưu giữ hồ sơ kỹ thuật số còn áp dụng đến ngày nay. Ngẫu nhiên, thuật ngữ này cũng dùng đề cập đến những thay đổi sâu rộng do công nghệ điện toán và truyền thông kỹ thuật số mang lại ở giai đoạn nửa sau của thế kỷ 20. Tương tự như cuộc Cách mạng Nông nghiệp và Cách mạng Công nghiệp, cuộc Cách mạng Kỹ thuật số đánh dấu sự khởi đầu của Kỷ nguyên thông tin.
Trọng tâm của cuộc cách mạng này là việc sản xuất hàng loạt và sử dụng rộng rãi logic kỹ thuật số, MOSFET (bóng bán dẫn MOS), chip mạch tích hợp (IC) và các công nghệ dẫn xuất của chúng, bao gồm máy tính, bộ vi xử lý, điện thoại di động và Internet. Những đổi mới công nghệ này đã làm thay đổi các kỹ thuật sản xuất và kinh doanh truyền thống, tăng năng suất và là động lực thúc đẩy cho cuộc Cách mạng công nghiệp lần thứ 4.

### Thập niên 1970

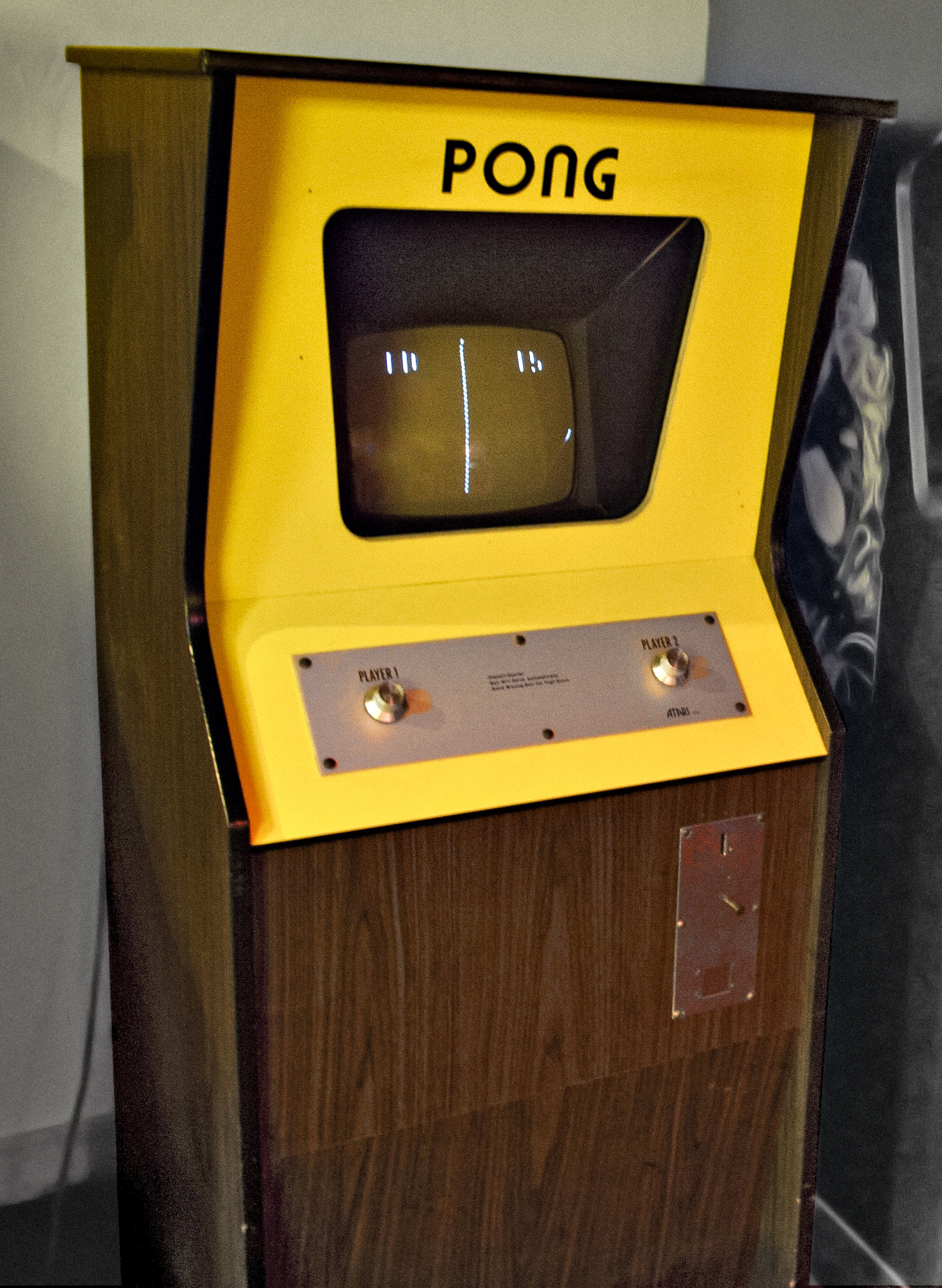
Một ví dụ về máy game arcade

## Thành tựu

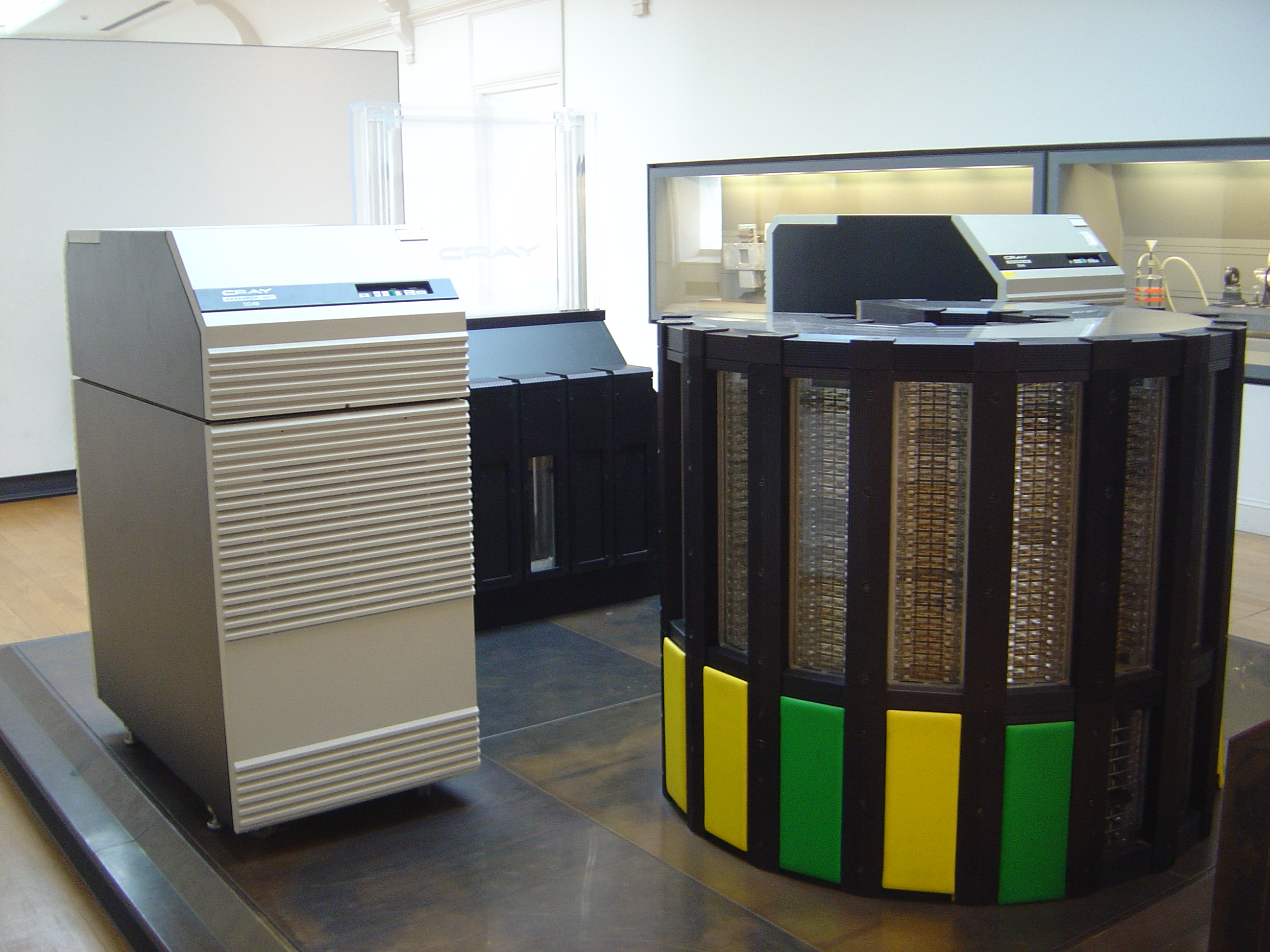
Cray-2; máy tính nhanh nhất thế giới trong thời gian 1985–1989.

## Lịch sử